# О частях животных
«О частях животных» (др.-греч. Περὶ ζώων μορίων) — «зоологическое» сочинение Аристотеля. Центральной темой произведения является физиология и анатомия.

## Содержание
Первая книга посвящена методологическим вопросам. Во второй книге Аристотель указывает на элементы, из которых состоят животные, а именно начала сухого (кости) и влажного (кровь, мозг, молоко). Также он утверждает, что ни одно животное немыслимо без питания, благодаря которому возможны рост и существование организма. Не менее необходимы для поиска пищи органы чувств. Внутренности (например, сердце и вены) он обнаруживал исключительно у животных с кровью и не находил у бескровных (например, мягкотелые и насекомые). Помимо сердца, в числе внутренностей он также рассматривал почки, печень, лёгкие и селезёнку. Классифицируя животных, Аристотель выделял безногих (змеи), двуногих (птицы) и четвероногих, яйцекладущих и живородящих, рогатых и безрогих, многопалых и копытных (однокопытных и парнокопытных), волосатых и пернатых.

## Цитаты
- «Мы определяем животное, как нечто, имеющее ощущение».
- «А что щекотлив один только человек, причиной этому служит, с одной стороны, тонкость его кожи, а с другой — то обстоятельство, что из всех животных он один только способен смеяться».